# Погребение заживо

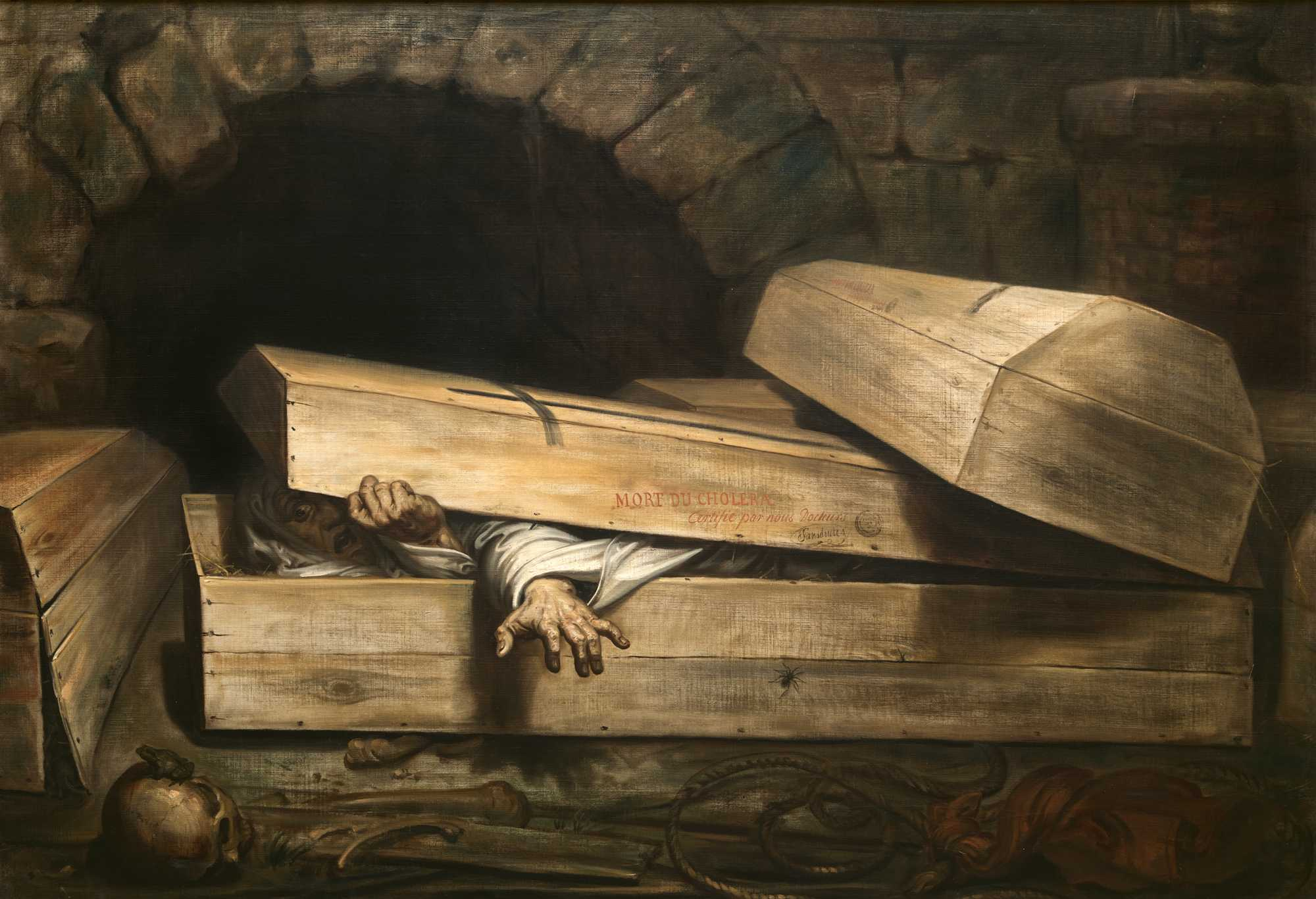
Антуан Вирц (1806—1865). Преждевременное погребение (1854)

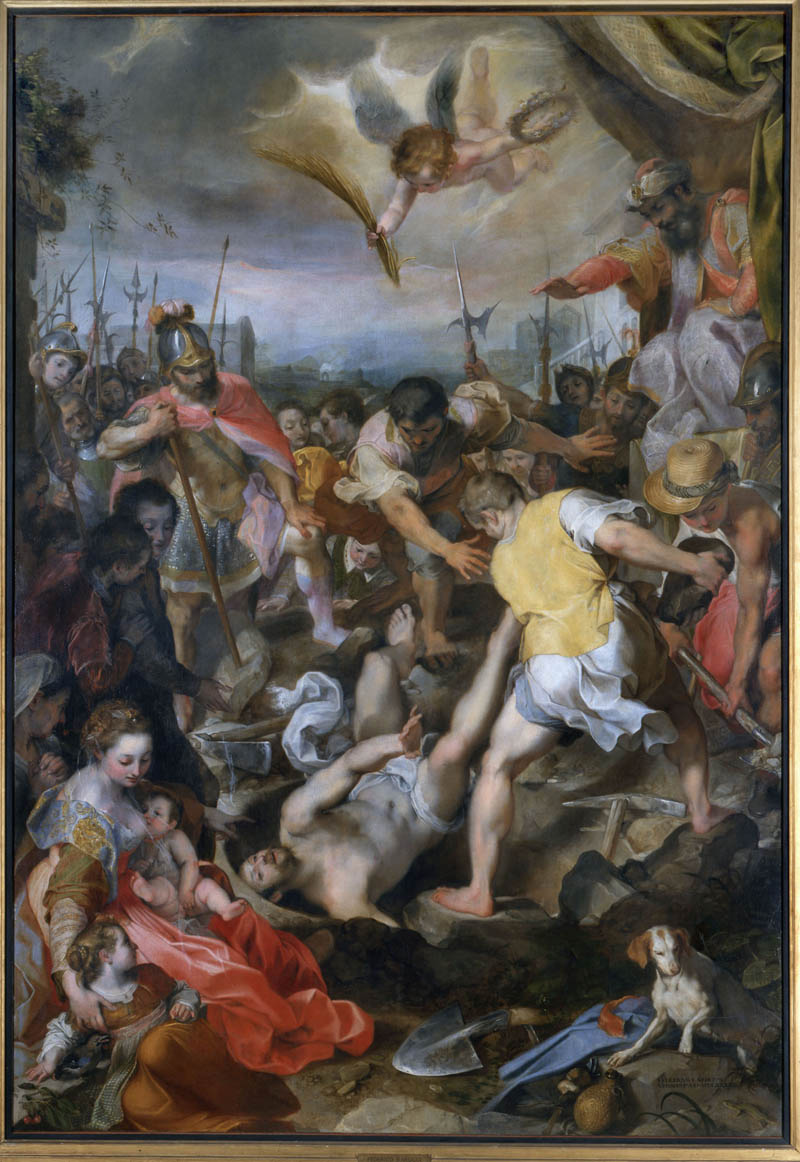
Федерико Бароччи (1526?—1612). Мученичество святого Виталия (XVI в.)

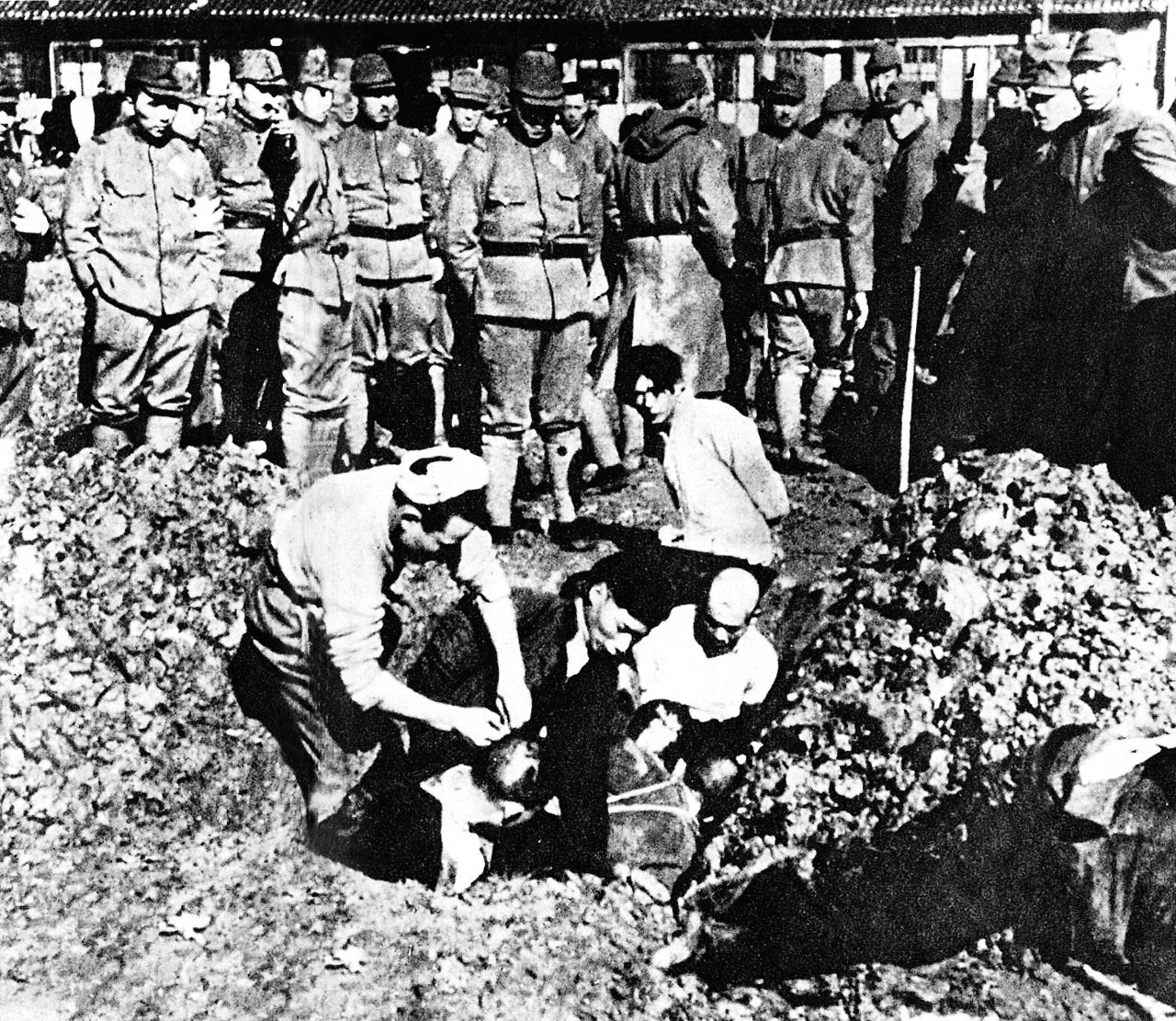
Японские солдаты закапывают живьём китайцев в Нанкине (1937 или 1938)

Погребе́ние за́живо — способ смертной казни, убийства или пытки, а также возможный результат несчастного случая, например, при обрушении зданий, авариях в шахтах либо ошибки (похороны живого человека, ошибочно считаемого мёртвым, находящегося в коме), при которой живой человек оказывается погребён под слоем земли. Страх быть погребённым заживо по ошибке (тафофобия) является одной из распространённых человеческих фобий. По российскому законодательству умышленное погребение заживо, приведшее к смерти, квалифицируется как убийство, совершённое с особой жестокостью.

## Погребение заживо как способ казни
Как способ смертной казни известно в Древнем Риме: к примеру, весталка, нарушившая обет девственности, погребалась заживо с запасом пищи и воды на один день. При этом закапывали осуждённых, как правило, под Коллинскими воротами на Квиринале на т. наз. Злодейском поле (лат. Campus Sceleratus; в истории известны Оппия, казнённая в 483 до н. э., и старшая весталка Корнелия, умерщвлённая по указу Домициана в 87 году). Путём погребения заживо были казнены некоторые христианские мученики. В 945 году княгиня Ольга приказала закопать живьём древлянских послов вместе с их ладьёй. В средневековой Италии заживо хоронили нераскаявшихся убийц. В Запорожской Сечи убийцу хоронили заживо в одном гробу с его жертвой.
Согласно статье СХХХI уголовно-судебного уложения «Священной Римской империи германской нации» («Каролина»), «ради вящего устрашения подобных жестоких женщин»: «Женщина, которая злоумышленно, тайно и по своей воле убьёт своего ребёнка, уже получившего жизнь и сформировавшиеся члены, да будет, согласно обычаю, заживо погребена и пробита колом».
Вариант казни — закапывание человека в землю по шею, обрекающее на медленную смерть от голода, жажды и холода. В России в XVII — начале XVIII века заживо закапывали в землю по шею женщин, убивших своих мужей. B законодательство такая мера была введена Соборным уложением 1649 года (глава XXII ст. 14):
А будет жена учинит мужу своему смертное убийство, или окормит его отравою, а сыщется про то допряма, и ея за то казнити, живу окопати в землю, и казнити ея такою казнею безо всякия пощады, хотя будет убитого дети, или иныя кто ближния роду его, того не похотят, что ея казнити, и ей отнюд не дати милости, и держати ея в земле до тех мест, покамест она умрёт.
Закапывание было подтверждено в 1663 году и в последующих Новоуказных статьях о татебных, разбойных и убийственных делах 1669 года. Хотя указ 1689 года отменил такую меру, заменив отсечением головы, практика погребения заживо продолжала применяться и в XVIII веке (нормы Соборного уложения в соответствии с указом 1714 года, имели в уголовном праве преимущество перед позднейшими указами). Немецкий дипломат Иоганн Корб в своём Дневнике путешествия в Московию (1698 и 1699), который он вёл во время пребывания посольства императора Леопольда I, приводит примеры такой казни. В отношении матери, которая задумала убить своего мужа, и их дочери, которые наняли для этой цели убийц: «Обе женщины понесли казнь, соразмерную их преступлению: они были закопаны живые по шею в землю. Мать переносила жестокий холод до третьего дня, дочь же более шести дней». Также он писал, что «если только слух о сём справедлив» такой казни, по приказу царя Петра, были подвергнуты две постельницы цариц Марфы Алексеевны и Софьи Алексеевны за участие в их политических интригах.
Ещё в 1752 году в одном из приговоров указывали, что, хотя по Уложению 1649 года мужеубийцу нужно закопать в землю, но по силе указов Елизаветы Петровны 1744 и 1745 годов, требующих пересмотра смертных приговоров, «смертной казни чинить ей не подлежит».
Начиная с этнографа И. М. Снегирёва («Русские в своих пословицах. Рассуждения и исследования об отечественных пословицах и поговорках, кн. 3, 1832»), поддержанного другими исследователями, с этим видом казни связывается происхождение русского фразеологизма (устойчивого сравнения) «стоит как вкопанный», хотя есть и мнения, оспаривающие данную точку зрения.
Подобный вид казни использовали нацисты по отношению к населению СССР во время Великой Отечественной войны 1941—1945 годов и японцы во время Нанкинской резни в 1937—1938.

## Случайное погребение заживо и тафофобия

### История
Случайное погребение человека, находящегося без сознания или в летаргическом сне, встречалось довольно редко, и не всегда дело доходило до самого погребения. К примеру, в 1344 году итальянский поэт Франческо Петрарка впал в летаргию, был сочтён мёртвым и пролежал в таком качестве 20 часов. В соответствии с итальянскими законами того времени умершего полагалось похоронить в течение суток после его смерти, но Франческо пришёл в себя, шокировав этим присутствовавших. После этого случая Петрарка прожил ещё почти 30 лет.
Ещё в 1772 году герцог Мекленбургский ввёл обязательную отсрочку похорон до третьего дня после смерти для предотвращения возможного погребения заживо. Вскоре эта мера была принята в ряде стран Европы, и её одобрил философ Мозес Мендельсон. В XIX веке страх быть погребённым заживо стал достаточно распространённой фобией, получив даже имя тафофобия — от др.-греч. τάφος — гроб, могила и φόβος — страх. Начиная со второй половины XIX века и вплоть до 1934 года в странах Европы и Северной Америки патентовались и производились специальные «безопасные гробы», оборудованные средствами спасения для погребённых заживо. Эти средства позволили бы похороненному по ошибке подать сигнал другим людям или же самостоятельно выбраться из могилы. Кроме того, подобными приспособлениями оборудовались некоторые склепы. Свидетельства о том, что данные средства спасения действительно кому-либо помогли, отсутствуют.
Страх быть погребёнными заживо испытывал ряд известных личностей. К примеру, Гоголь (в его повести «Тарас Бульба» запорожские казаки таким образом хоронили преступников) и Цветаева боялись быть похороненными живьём и специально это подчеркнули — Гоголь в «Выбранных местах из переписки с друзьями», Цветаева — в предсмертной записке перед самоубийством (распространённая легенда о том, что Гоголь действительно был похоронен живым — при эксгумации его тело было обнаружено лежащим ниц в гробу, — несостоятельна). Известной жертвой страха погребения заживо был Альфред Нобель, у которого этот страх являлся «наследственным» — его отец, изобретатель Эммануил Нобель, также боялся быть похороненным заживо и даже изобрёл один из первых «безопасных гробов». Британский писатель Уилки Коллинз также страдал данной фобией, причём в настолько сильной форме, что каждую ночь оставлял «предсмертную записку», в которой просил читающего тщательно удостовериться в его смерти, если он не проснётся. По этой же причине философ Артур Шопенгауэр завещал ждать со своими похоронами пять дней после смерти, в результате чего похоронам философа мешал запах разложения тела.
Своего рода легендой стала жительница Манчестера Ханна Безуик, богатая англичанка, испытывавшая патологический страх ошибочного погребения заживо (причём у неё были для этого основания: её брата по ошибке чуть не похоронили заживо). В соответствии с завещанием тело Ханны Безуик после её смерти в 1758 году было забальзамировано и более ста лет сохранялось без погребения «для периодической проверки на наличие признаков жизни». За время своего существования мумия Ханны Безуик приобрела широкую известность под названием Манчестерская мумия, несколько десятилетий являлась экспонатом музея Манчестерского общества естествознания. Лишь в 1868 году, после признания Ханны Безуик «безвозвратно и несомненно мёртвой», её тело было наконец предано земле.

### Современность
Считается, что при современном уровне медицины в развитых государствах ошибочное погребение заживо исключено полностью. Случаи неверного установления смерти — как правило, вследствие безграмотности обывателей или ошибки врачей — периодически фиксируются в разных точках Земли в XXI веке.
- В 2003 году 79-летний итальянский пенсионер Роберто де Симоне был признан врачами умершим и доставлен родственникам для похорон. Когда уже всё было готово к траурной церемонии и должны были закрыть гроб, Симоне открыл глаза и попросил воды[19].
- 15 августа 2003 года 73-летний вьетнамец Нгуен Ван Кван семь часов пролежал в холодильнике морга, после чего было обнаружено, что он жив[20].
- В 2007 году врачи дублинской клиники Mater Hospital ошибочно признали мёртвым 30-летнего пациента и отправили его в морг. Ошибку в диагнозе обнаружили служащие морга, прибывшие, чтобы забрать тело[21].
- В ноябре 2007 года жителя американского города Фредерик, штат Техас, 21-летнего Зака Данлэпа объявили мёртвым в больнице города Уичита Фоллз, куда он был доставлен после автомобильной аварии. Родственники уже дали согласие на использование органов молодого человека для трансплантации, однако во время церемонии прощания он неожиданно очнулся[22].
- 19 августа 2008 года в Израиле врачи Нагарийской больницы ошибочно признали мёртвой недоношенную девочку и поместили её в холодильную камеру. Через несколько часов, когда тело девочки извлекли для захоронения, она пошевелилась. Спасти девочку не удалось[23].
- В январе 2010 года 76-летний Йозеф Гузь из Катовице, Польша, чуть не оказался погребённым заживо. Врач официально констатировал смерть. Но перед закрытием крышки гроба похоронный агент случайно прикоснулся к шее «покойного» и обнаружил биение пульса[24].
- 18 февраля 2010 года в колумбийском городе Кали «мёртвая» 45-летняя женщина вдруг начала дышать и двигаться, когда сотрудники похоронного бюро готовили её к погребению[25].
- 23 декабря 2011 года в Симферополе ошибочно привезённый в морг мужчина пришёл в себя во время репетиции группы, которая играла музыку в стиле хеви-метал. Группа репетировала в морге по договоренности с руководством. По утверждению музыкантов, в этом заведении была подходящая атмосфера, и шум не причинял никому беспокойства[26].
- 4 февраля 2013 года 57-летний житель Псковской области был ошибочно признан умершим и помещён в холодильную камеру морга, где умер от холода[27].
- 25 сентября 2014 года в небольшом греческом городе Перее была ошибочно признана умершей 45-летняя женщина. Через некоторое время после её похорон очевидцы услышали крики о помощи из могилы. Когда могилу раскопали и гроб вскрыли, то было уже слишком поздно, так как женщина задохнулась[28].
- В августе 2015 года в Гондурасе 16-летняя беременная женщина была ошибочно признана мёртвой и похоронена. Однако после того, как гроб был закопан, её муж услышал крики о помощи из гроба. Гроб срочно выкопали, тем не менее спасти женщину не удалось, поскольку она задохнулась[29].

## Добровольное погребение

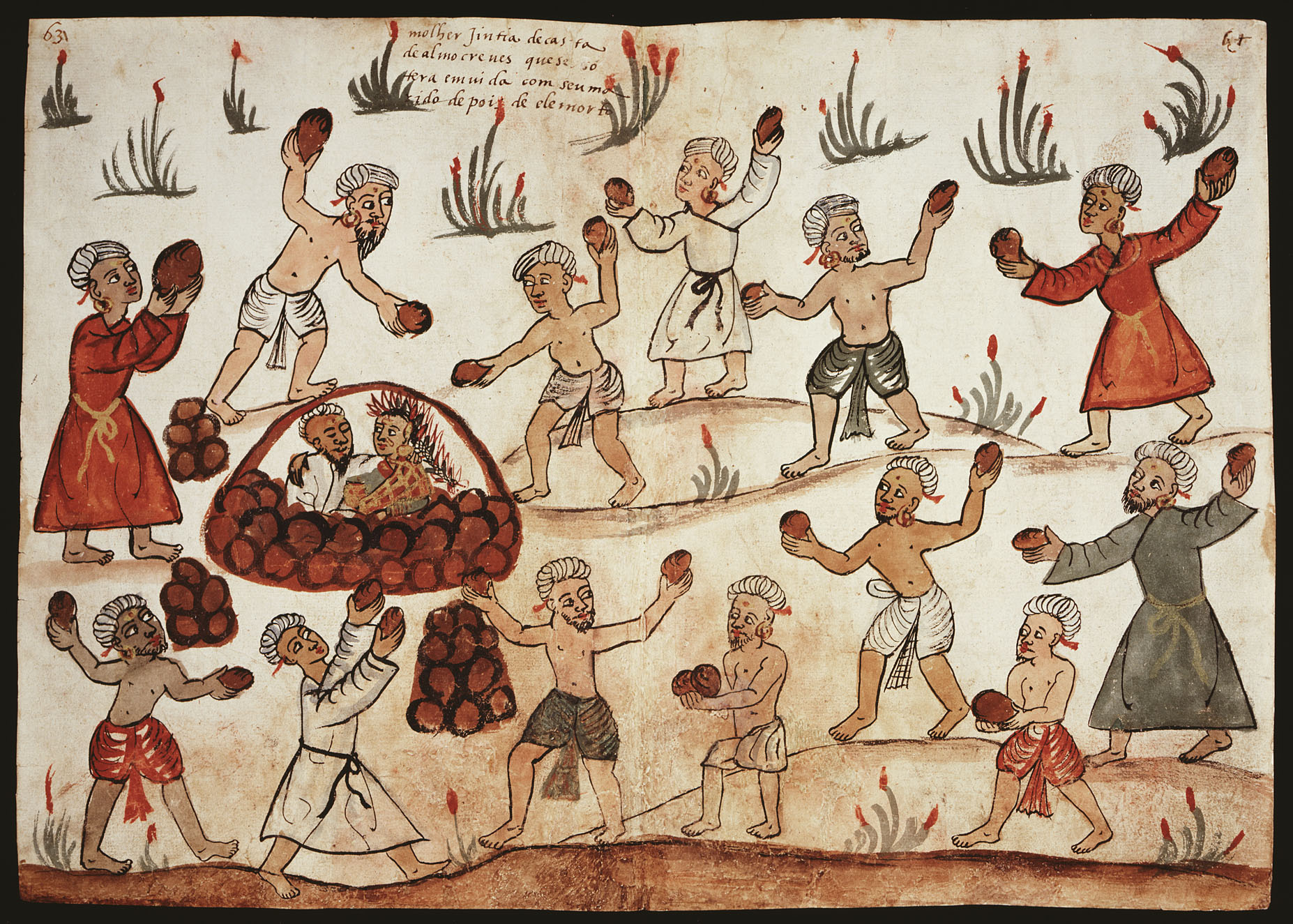
Индуистский ритуал, в котором жену хоронят заживо с мужем, португальская иллюстрация XVI века из Códice Casanatense

В некоторых случаях людей хоронили под землёй с их добровольного согласия для ритуала или в качестве доказательства их способности пережить захоронение или по какой-нибудь другой причине.
Так, описывается случай, когда около 1837 года по повелению Ранджита Сингха, сомневавшегося в том, что йогины могут длительное время обходиться без дыхания, в герметически закрытом гробу был закопан и через шесть недель раскопан Садху Харидас. У него отсутствовали пульс и дыхание, но его помощникам удалось привести его в чувство. По другим данным, Харидас был закопан на десять месяцев. Многие фокусники и эскейпологи считают это обманом.
В 1897 году в Терновке появилась монахиня Виталия, уверявшая крестьян, что ни в коем случае нельзя идти на перепись населения. Кто её пройдёт — получит печать антихриста. Поддавшись уговорам, вся семья Ковалёва и ещё несколько человек решили вблизи Тирасполя похоронить себя, заживо закопав. Могильщиком выступил Фёдор Ковалёв, на тот момент времени крестьянин лет 30, заживо закопавший 25 терновских односельчан. После этого монахиня Виталия очень быстро исчезла, а убитый горем Фёдор Ковалёв был заключён в Суздальский монастырь.
В 2010 году в Вологодской области человек был зарыт под землёй с целью преодолеть страх смерти, и был раздавлен весом земли уже через полтора часа. В следующем году около Благовещенска другой человек умер после захоронения «на удачу», перед смертью он позвонил своему другу из гроба чтобы сказать, что с ним всё в порядке.

## В культуре
- «Весталка» — трёхактная опера Гаспаре Спонтини по либретто Виктора Этьена де Жуи и Мишеля Дьёлафуа.
- «Аида» — четырёхактная опера Джузеппе Верди по либретто Антонио Гисланцони.
- Тема погребения заживо является одной из традиционных в творчестве Эдгара По. Она присутствует в следующих его рассказах «Береника», «Бочонок амонтильядо», «Падение дома Ашеров», «Преждевременное погребение».
- В повести Н. В. Гоголя «Тарас Бульба» содержится сцена погребения запорожцами двух казаков — живого убийцы и его жертвы.
- В повести А. Б. Аронова «Цирк приехал» цирковой номер «Живой мертвец»; в экранизации отсутствует.
- В романе А. Н. Толстого «Пётр Первый», английский купец Сидней рассказывает молодому царевичу свои впечатления о казни женщины, которая убила своего мужа.
- «Погребённый заживо» — триллер 2010 года режиссёра Родриго Кортесас.
- В фильме «Белое солнце пустыни» главный герой красноармеец Сухов спасает связанного и закопанного по шею в песок на солнцепёке Саида.
- Главная героиня фильма «Убить Билла» была похоронена заживо, выбраться ей удалось только благодаря чрезвычайным навыкам.
- В российском телесериале «Петербургские тайны» одна из героинь, Юлия Бероева, заключённая в тюрьму, впала в летаргический сон, была ошибочно признана умершей тюремными врачами и похоронена заживо. Женщина была случайно спасена благодаря двум гробокопателям, раскопавшим её могилу.
- В песне «Mary Jane» американской трэш-метал-группы Megadeth поётся о девушке, похороненной заживо своим отцом за колдовство.